# Tank Mark IX

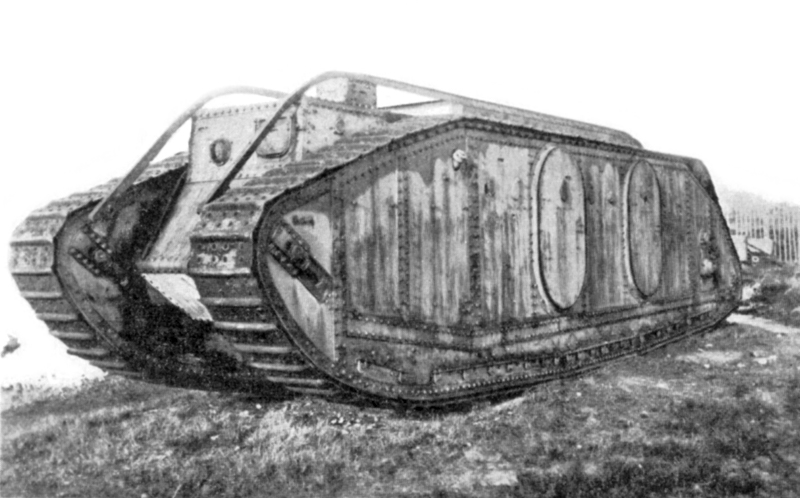

Tank Mark IX var ett brittiskt pansarfordon som utvecklades under första världskriget men som inte blev klar för tjänst innan krigsslutet. Den var baserad på stridsvagnen Tank Mark V (i jämförelse längre) och var den första ändamålsenliga bepansrade trupptransporten. Den var beväpnad med två kulsprutor: en bakåt och en framåt. Dessutom fanns det 8 skottgluggar på vardera sidan som soldaterna inuti fordonet kunde använda. Besättningen uppgick till fyra man: befäl, förare, mekaniker och skytt. Maximalt antal passagerare var 30 stycken soldater.